# Finale de la Coupe UEFA 1997-1998
La finale de la Coupe UEFA 1997-1998 est la 27e finale de la Coupe de l'UEFA, organisée par l'UEFA. Ce match de football a lieu le 6 mai 1998 au Parc des Princes de Paris, en France.
Elle oppose les deux équipes italiennes de la Lazio Rome et de l'Inter Milan. Le match se termine sur une victoire des Milanais sur le score de 3 buts à 0, ce qui constitue leur troisième sacre dans la compétition après 1991 et 1994, et ce un an après leur échec en finale face aux Allemands de Schalke 04.
Il s'agit de la première finale de Coupe UEFA disputée en un seul match sur terrain neutre.

## Parcours des finalistes
Note : dans les résultats ci-dessous, le score du finaliste est toujours donné en premier (D : domicile ; E : extérieur).
| Lazio Rome      | Lazio Rome | Lazio Rome | Lazio Rome |                            | Inter Milan        | Inter Milan | Inter Milan | Inter Milan  |
| --------------- | ---------- | ---------- | ---------- | -------------------------- | ------------------ | ----------- | ----------- | ------------ |
| Adversaire      | Total      | Aller      | Retour     | Tour                       | Adversaire         | Total       | Aller       | Retour       |
| Vitória SC      | 6 - 1      | 4 - 0 (E)  | 2 - 1 (D)  | Trente-deuxièmes de finale | Neuchâtel Xamax    | 4 - 0       | 2 - 0 (D)   | 2 - 0 (E)    |
| Rotor Volgograd | 3 - 0      | 0 - 0 (E)  | 3 - 0 (D)  | Seizièmes de finale        | Olympique lyonnais | 4 - 3       | 1 - 2 (D)   | 3 - 1 (E)    |
| Rapid Vienne    | 3 - 0      | 2 - 0 (E)  | 1 - 0 (D)  | Huitièmes de finale        | RC Strasbourg      | 3 - 2       | 0 - 2 (E)   | 3 - 0 (D)    |
| AJ Auxerre      | 3 - 2      | 1 - 0 (D)  | 2 - 2 (E)  | Quarts de finale           | Schalke 04         | 2 - 1       | 1 - 0 (D)   | 1 - 1 ap (E) |
| Atlético Madrid | 1 - 0      | 1 - 0 (E)  | 0 - 0 (D)  | Demi-finales               | Spartak Moscou     | 4 - 2       | 2 - 1 (D)   | 2 - 1 (E)    |

## Match
La finale est pour la quatrième fois de son histoire une opposition 100 % italienne après 1990, 1991 et 1995 et aussi la première à se jouer sur un seul match. En ce 6 mai 1998, les Milanais viennent de perdre tout espoir d'être champion d'Italie tandis que la Lazio remporte la Coupe nationale.
Dans un Parc des Princes rempli, le duel fratricide se décante rapidement avec un but du Chilien Iván Zamorano dès la cinquième minute. La Lazio, inhibée et tendue, ne s'en remet pas. Une frappe de l'Argentin Javier Zanetti puis la finition de Ronaldo, parti à la limite du hors-jeu, scellent le sort des Romains. Les trois buts inscrits par des sud-américains font triompher les Milanais.

### Feuille de match
| ·                   |                     |     |
| Titulaires :        |                     |     |
|                     |                     |     |
| 1                   | Luca Marchegiani    |     |
| 20                  | Alessandro Grandoni | 55e |
| 13                  | Alessandro Nesta    |     |
| 2                   | Paolo Negro         |     |
| 5                   | Giuseppe Favalli    |     |
| 14                  | Diego Fuser         |     |
| 23                  | Giorgio Venturin    | 49e |
| 21                  | Vladimir Jugović    |     |
| 18                  | Pavel Nedvěd        |     |
| 9                   | Pierluigi Casiraghi |     |
| 10                  | Roberto Mancini     |     |
|                     |                     |     |
| Remplaçants :       |                     |     |
| 22                  | Marco Ballotta      |     |
| 3                   | Giovanni Lopez (en) |     |
| 16                  | Guerino Gottardi    | 55e |
| 4                   | Dario Marcolin      |     |
| 15                  | Matías Almeyda      | 49e |
| 7                   | Roberto Rambaudi    |     |
|                     |                     |     |
| Entraîneur :        |                     |     |
| Sven-Göran Eriksson |                     |     |

| ·             |                        |     |
| Titulaires :  |                        |     |
|               |                        |     |
| 1             | Gianluca Pagliuca      |     |
| 7             | Salvatore Fresi        |     |
| 33            | Francesco Colonnese    |     |
| 16            | Taribo West            |     |
| 4             | Javier Zanetti         |     |
| 8             | Aron Winter            | 69e |
| 13            | Zé Elias               |     |
| 14            | Diego Simeone          |     |
| 6             | Youri Djorkaeff        | 69e |
| 10            | Ronaldo                |     |
| 9             | Iván Zamorano          | 74e |
|               |                        |     |
| Remplaçants : |                        |     |
| 12            | Andrea Mazzantini (en) |     |
| 5             | Fabio Galante          |     |
| 18            | Luigi Sartor           | 74e |
| 15            | Benoît Cauet           | 69e |
| 11            | Nwankwo Kanu           |     |
| 17            | Francesco Moriero      | 69e |
| 20            | Álvaro Recoba          |     |
|               |                        |     |
| Entraîneur :  |                        |     |
| Luigi Simoni  |                        |     |

| ·                   |                     |     |
| Titulaires :        |                     |     |
|                     |                     |     |
| 1                   | Luca Marchegiani    |     |
| 20                  | Alessandro Grandoni | 55e |
| 13                  | Alessandro Nesta    |     |
| 2                   | Paolo Negro         |     |
| 5                   | Giuseppe Favalli    |     |
| 14                  | Diego Fuser         |     |
| 23                  | Giorgio Venturin    | 49e |
| 21                  | Vladimir Jugović    |     |
| 18                  | Pavel Nedvěd        |     |
| 9                   | Pierluigi Casiraghi |     |
| 10                  | Roberto Mancini     |     |
|                     |                     |     |
| Remplaçants :       |                     |     |
| 22                  | Marco Ballotta      |     |
| 3                   | Giovanni Lopez (en) |     |
| 16                  | Guerino Gottardi    | 55e |
| 4                   | Dario Marcolin      |     |
| 15                  | Matías Almeyda      | 49e |
| 7                   | Roberto Rambaudi    |     |
|                     |                     |     |
| Entraîneur :        |                     |     |
| Sven-Göran Eriksson |                     |     |

| ·             |                        |     |
| Titulaires :  |                        |     |
|               |                        |     |
| 1             | Gianluca Pagliuca      |     |
| 7             | Salvatore Fresi        |     |
| 33            | Francesco Colonnese    |     |
| 16            | Taribo West            |     |
| 4             | Javier Zanetti         |     |
| 8             | Aron Winter            | 69e |
| 13            | Zé Elias               |     |
| 14            | Diego Simeone          |     |
| 6             | Youri Djorkaeff        | 69e |
| 10            | Ronaldo                |     |
| 9             | Iván Zamorano          | 74e |
|               |                        |     |
| Remplaçants : |                        |     |
| 12            | Andrea Mazzantini (en) |     |
| 5             | Fabio Galante          |     |
| 18            | Luigi Sartor           | 74e |
| 15            | Benoît Cauet           | 69e |
| 11            | Nwankwo Kanu           |     |
| 17            | Francesco Moriero      | 69e |
| 20            | Álvaro Recoba          |     |
|               |                        |     |
| Entraîneur :  |                        |     |
| Luigi Simoni  |                        |     |

Homme du match :  Ronaldo